# Mike Mampuya
Mike Mampuya (Verviers, 17 gennaio 1983) è un ex calciatore belga naturalizzato congolese (Repubblica Democratica del Congo), di ruolo difensore.

## Carriera

### Club
Ha giocato nella massima serie dei campionati belga, olandese e cipriota.

### Nazionale
Nel febbraio del 2011 ha giocato una partita con la nazionale congolese, in occasione di un amichevole contro il Gabon.

## Palmarès

### Club

#### Competizioni nazionali
- Eerste Divisie: 1

VVV-Venlo: 2008-2009